# سقوط هواپیمای آنتونوف An-24 آنگارا ایرلاینز (۲۰۲۵)
در تاریخ ۲۴ ژوئیه ۲۰۲۵، یک فروند هواپیمای مسافربری از نوع Antonov An-24RV متعلق به شرکت هواپیمایی Angara Airlines که در مسیر پروازی از بلاگووشچنسک به شهر تیندا در شرق روسیه حرکت می‌کرد، دقایقی پیش از فرود، از رادار ناپدید شد.
طبق اطلاعات اعلام‌شده توسط وزارت حمل‌ونقل روسیه، این هواپیما دارای ۴۸ سرنشین شامل ۴۳ مسافر و ۵ خدمه بود. از میان مسافران، ۵ کودک نیز حضور داشتند. هواپیما پس از ناپدید شدن، توسط تیم‌های جست‌وجو و نجات در جنگل‌های اطراف تایندا، در وضعیت سوخته و متلاشی‌شده کشف شد. هیچ‌کدام از سرنشینان زنده نماندند.
دلایل اولیه سقوط توسط مقامات محلی، ترکیبی از شرایط نامساعد جوی (دید کم و مه شدید) و احتمال خطای انسانی در هنگام تلاش دوم برای فرود اضطراری اعلام شده است. در گزارش‌های تکمیلی همچنین به احتمال نقص فنی در سیستم ناوبری و فرسودگی هواپیما نیز اشاره شده است. هواپیمای مذکور ساخت سال ۱۹۷۶ بود و علی‌رغم کهنگی، با تأیید سازمان هواپیمایی روسیه همچنان در حال فعالیت بود.
بر اساس گزارش روزنامه‌های داخلی روسیه نظیر Izvestia، در ماه گذشته بازرسی‌هایی از شرکت هواپیمایی Angara انجام گرفته بود که تخلفات ایمنی جدی در زمینه نگهداری ناوگان، مدارک مهندسی، و صلاحیت پرسنل فنی شناسایی شده بود. در پی این حادثه، دادستانی روسیه پرونده جنایی با محوریت تخلف در ایمنی پروازی باز کرد و تحقیقات رسمی با مشارکت کمیتهٔ هوانوردی فدرال آغاز شد.
واکنش بین‌المللی به این حادثه عمدتاً ابراز تسلیت و همدردی از سوی برخی کشورها از جمله هند، بلاروس و چند کشور حوزه Cls بود. رسانه‌های بین‌المللی تمرکز خود را بر ریسک استفاده از هواپیماهای قدیمی، تأثیر تحریم‌های غرب بر صنعت هوانوردی روسیه، و ضرورت نوسازی ناوگان هواپیمایی منطقه‌ای معطوف کردند.
علت سقوط این هواپیما قدیمی و کهنگی این هواپیما بوده است.

## واکنش‌ها
- روسیه:والی منطقه آمور، واسیلی اورلوف، پس از تایید کشته شدن تمامی سرنشینان، سه روز عزای عمومی اعلام کرد و پرچم‌ها را به حالت نیمه‌افراشته درآورد. ولادیمیر پوتین، رئیس‌جمهور روسیه، مراتب تسلیت را شخصاً به خانواده‌های جان‌باختگان ابلاغ نمود و دستور تشکیل کمیته حقیقت‌یاب ویژه را صادر کرد. مقامات قضایی نیز پرونده‌ای جنایی تحت عنوان «نقض قوانین ایمنی پرواز ناشی از بی‌احتیاطی منجر به مرگ بیش از سه نفر» ثبت کردند.

- چین: شی جین‌پینگ، رئیس‌جمهور چین، با ارسال پیام رسمی به پوتین، تسلیت عمیق خود را به خانواده‌های قربانیان و مردم روسیه ابراز کرد. یکی از جان‌باختگان بولتن، تابعیت چینی داشت.
 هند: نارندرا مودی، نخست‌وزیر هند، ضمن ابراز تسلیت رسمی، با ملت روسیه اعلام همبستگی و همراهی نمود.
- اوکراین: اوکراین اعلام کرد که آماده اعزام تیم کارشناسی مستقل برای بررسی فنی سانحه است، هرچند مشارکت رسمی در تحقیقات بستگی به درخواست روسیه دارد. اوکراین سازنده هواپیمای سانحه دیده است
- بلاروس: دولت‌ بلاروس پیام‌ رسمی تسلیت منتشر کرد و آمادگی خود را برای همکاری فنی یا امدادی اعلام نمود.
- قزاقستان: قزاقستان سقوط هواپیما را تسلیت گفت.
- ایران: وزارت امور خارجه ایران ضمن انتشار یک پیام تسلیت رسمی، با خانواده‌های جان‌باختگان این حادثه ابراز همدردی کرد و آن را «حادثه‌ای تأسف‌بار» توصیف نمود. سخنگوی وزارتخانه تاکید کرد که جمهوری اسلامی ایران در کنار ملت و دولت روسیه قرار دارد و این رخداد را به‌شدت تسلیت می‌گوید.  پیام رسمی: ایران ضمن ابراز تأثر عمیق از وقوع این حادثه هوایی، تسلیت خود را به دولت و مردم روسیه و خانواده جان‌باختگان تقدیم می‌نماید.